# Maksim Lvovich Kontsevich
Maksim Lvovich Kontsevich (tiếng Nga: Максим Львович Концевич) (sinh ngày 25 tháng 8 năm 1964) là một nhà toán học người Nga nghiên cứu về lý thuyết nút, lý thuyết trường lượng tử. Ông được trao huy chương Fields năm 1998 tại Hội nghị Toán học Thế giới lần thứ 23 ở Berlin. Ông cũng nhận Giải Henri Poincaré năm 1997 và Giải Crafoord năm 2008.

## Tiểu sử
Maksim Kontsevich sinh ra trong gia đình bố là Lev Rafailovich Kontsevich – một nhà Đông phương học Xô viết và là tác giả của hệ thống Kontsevich. Sau khi đứng thứ hai trong cuộc thi Toán toàn Liên bang, ông vào học trường Đại học Quốc gia Moskva nhưng đã bỏ dở vào năm 1985 để trở thành nhà nghiên cứu tại Viện các vấn đề truyền tin (Institute for Problems of Information Transmission) ở Moscow . Năm 1992 ông nhận được bằng tiến sĩ tại Đại học Bonn dưới sự hướng dẫn của Don Bernard Zagier. Trong luận án của mình, Kontsevich đã chứng được một phỏng đoán của Edward Witten rằng hai mô hình hấp dẫn lượng tử là tương đương nhau. Hiện tại ông là giáo sư tại Institut des hautes études scientifiques (IHÉS) ở Bures-sur-Yvette, Pháp và là giáo sư đặc biệt (Distinguished Professor) tại Đại học Miami ở Coral Gables, Florida, Mỹ.
Các nghiên cứu của ông tập trung vào những khía cạnh vật lý toán, điển hình là lý thuyết nút, lượng tử hóa và đối xứng gương. Kết quả nổi bật nhất của ông là sự lượng tử hóa biến dạng hình thức mà thỏa mãn bất kỳ các đa tạp Poisson. Ông cũng đưa ra khái niệm bất biến nút xác định bởi những tích phân phức tạp tương tự như tích phân Feynman. Trong lý thuyết trường tô pô, ông đưa ra ánh xạ ổn định của các không gian moduli, mà có thể xem là một công thức toán học phức tạp cho tích phân Feynman của tô pô lý thuyết dây. Những kết quả này là một phần trong "những đóng góp cho bốn vấn đề của hình học" và nhờ đó mà ông được trao huy chương Fields năm 1998.